# Stanley Weber
Stanley Weber (* 13. července 1986 Paříž, Francie) je francouzský herec a divadelní režisér.

## Životopis
Narodil se dne 13. července 1986 v Paříži do rodiny herce Jacquesa Webera a jeho manželky Christine. Má sestru Kim a bratra Tommyho. Na své pevní hodiny herectví docházel do Cours Florent a poté vystudoval herectví na Národní konzervatoři dramatických umění. Byl též studentem na Londýnské akademii hudebních a dramatických umění.
Proslavil se rolí Juana Borgii v televizním seriálu Borgia a dále se objevil například ve filmech Poslední den zbytku tvýho života, Thérèse Desqueyroux či Violette. Též ztvárnil hraběte St. Germaina ve druhé sérii fantasy seriálu Cizinka.

## Divadlo
| Rok     | Název hry                                         | Autor               | Režie                           |
| ------- | ------------------------------------------------- | ------------------- | ------------------------------- |
| 2005    | Le Mal à dire                                     | Léon Masson         | Léon Masson                     |
| 2006    | Richard Ier Cœur de Lion                          | Vytas Kraujelis     | Vytas Kraujelis                 |
| 2007    | La Nuit s'est abattue comme une vache             | Léon Masson         | Léon Masson                     |
| 2007    | Si ce n'est toi                                   | Charles Petit       | Charles Petit                   |
| 2008    | Macbeth                                           | William Shakespeare | Katharina Stegemann             |
| 2008    | Scarecrow                                         | Garry Michael White | Pierre Giafferi & Stanley Weber |
| 2008    | Le Chevalier de la lune                           | Stanley Weber       | Pierre Giafferi & Stanley Weber |
| 2008    | Comment prendre 5 ans en l'espace de 2 h d'avion? | Stanley Weber       | Stanley Weber                   |
| 2009    | César, Fanny, Marius                              | Marcel Pagnol       | Francis Huster                  |
| 2010    | Macbeth                                           | William Shakespeare | John Baxter                     |
| 2010    | Mnoho povyku pro nic                              | William Shakespeare | Stephen Jameson                 |
| 2012-13 | L'Épreuve                                         | Pierre de Marivaux  | Clément Hervieu-Léger           |
| 2015    | Anna Christie                                     | Eugene O'Neill      | Jean-Louis Martinelli           |

## Filmografie
| Rok     | Název                                   | Role                      | Poznámky            |
| ------- | --------------------------------------- | ------------------------- | ------------------- |
| 2006    | Mauvaise Prise                          | Muž                       | Krátký film         |
| 2007    | À l'hôtel elle alla, elle le tu là      | On                        | Krátký film         |
| 2007    | Tim                                     | Tim                       | Krátký film         |
| 2007    | Skutečný viník                          |                           | Televizní film      |
| 2008    | První den zbytku tvýho života           | Éric                      |                     |
| 2008    | Figaro                                  | Cherubín                  | Televizní film      |
| 2008    | Paní z Monsoreau                        | kapitán Delmas            | Televizní film      |
| 2009    | Qu'est-ce qu'on fait ?                  | Muž                       | Krátký film         |
| 2009    | Louis XV, le soleil noir                | Ludvík XV.                | Televizní film      |
| 2009    | Juste un peu d'@mour                    | Marc                      | Televizní film      |
| 2010    | Pieds nus sur les limaces               |                           |                     |
| 2010    | Hercule Poirot: Vražda v Orient expresu | hrabě Andrenyi            | Televizní seriál    |
| 2010    | Any Human Heart                         | švédský detektiv          | Televizní seriál    |
| 2011-14 | Borgia                                  | Juan & Francesco Borgiovi | Televizní seriál    |
| 2012    | Thérèse Desqueyroux                     | Jean Azevedo              |                     |
| 2012    | Picassova parta                         | Georges Braque            |                     |
| 2012    | V kruhu koruny: Jindřich V.             | vévoda z Orleans          | Televizní minisérie |
| 2013    | Not Another Happy Ending                | Tom Duvall                |                     |
| 2013    | Popelka v pasti                         | Serge                     |                     |
| 2013    | Violette                                | Mladý zedník              |                     |
| 2013    | Cheba Louisa                            | Fred                      |                     |
| 2013    | Le maillot de bain                      | Stéphane                  | Krátký film         |
| 2013    | Aurélia                                 |                           | Krátký film         |
| 2014    | Sex v Paříži                            | James Gordon              |                     |
| 2014    | Two Black Coffees                       | Serge                     | Krátký film         |
| 2014    | La clinique du docteur Blanche          | Emile Blanche             | Televizní film      |
| 2015    | Sword of Vengeance                      | Shadow Walker             |                     |
| 2015    | Quand je ne dors pas                    | Jérôme                    |                     |
| 2016    | Pilgrimage                              | bratr Gerladus            |                     |
| 2016    | L'origine de la violence                | Nathan Wagner             |                     |
| 2016    | Paula                                   | George                    |                     |
| 2016    | Let Me Go                               | Serges                    |                     |
| 2016    | Cizinka                                 | hrabě Saint Germain       | televizní seriál    |